# Ctenostylidae

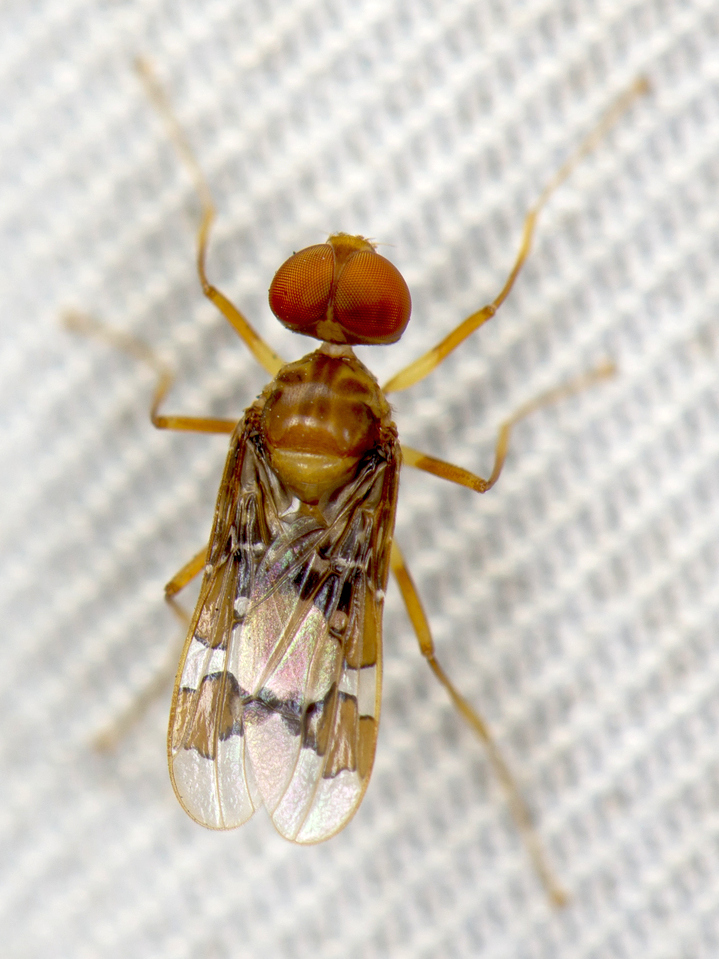
Nepaliseta ashleyi

Ctenostylidae (лат.) — семейство насекомых из отряда двукрылых надсемейства Tephritoidea.

## Внешнее строение
К этому семейству относятся среднего размера мухи длиной крыла 4—9 мм с редуцированным хоботком и без простых глазков. Усики самок с разветвлённой аристой. Крылья с рисунком. Костальная жилка прервана в двух местах. Радиальная жилка R4+5 впадает в край крыла за его вершиной. На ногах нет крупных щетинок. Брюшко стебельчатое. Яйцеклад конический, образован седьмым члеником брюшка.

## Биология
Ведут ночной образ жизни. Привлекаются световыми ловушками. Характерно живорождение.

## Классификация
В мировой фауне около 14 видов в 7 родах. Ранее рассматривали как подсемейство в семейству Pyrgotidae. Австралийский энтомолог Дэйвид Макальпин повысил до ранга самостоятельного семейства в 1989 году. Обычно рассматриваются в составе надсемейства Tephritoidea, но имеют некоторые признаки сходные с представителями надсемейства Diopsoidea.
- Ctenostylum Macquart, 1851
- Furciseta Aczél, 1956
- Lochmostylia Hendel, 1934
- Nepaliseta Barraclough, 1995
- Ramuliseta Keiser, 1951
- Sinolochmostylia Yang, 1995
- Tauroscypson Curran, 1934

## Распространение
Встречаются в тропических районах Южной и Центральной Америки, Африке и Юго-восточной Азии.